# Nikolai Ogarkov
Nikolai Vasilyevich Ogarkov (em russo:  Николай Васильевич Огарков, transl. Nikolay Vasil'yevich Ogarkov; 30 de outubro de 1917 – 23 de janeiro de 1994) foi uma proeminente personalidade militar soviética. Ele foi promovido a Marechal da União Soviética em 1977. Entre 1977 e 1984, foi Chefe do Estado-Maior General da URSS; sendo demitido do cargo em 6 de setembro de 1984. Ogarkov foi responsável por reformas de armas combinadas que levam o seu nome e impactaram as forças russas até o século XXI.
Nikolai Ogarkov se tornou amplamente conhecido no Ocidente quando se tornou porta-voz dos militares soviéticos após o abate do voo 007 da Korean Air Lines perto da Ilha Moneron em setembro de 1983.

## Vida pregressa
Ogarkov nasceu em 30 de outubro [Calendário juliano: 17 de outubro] de 1917 na aldeia de Molokovo, província de Tver, em uma família de camponeses. Em 1931, mudou-se para o Extremo Oriente soviético, onde seu irmão mais velho completou o serviço militar. Aos 14 anos, Ogarkov começou a trabalhar por conta própria como aprendiz de vendedor em uma cooperativa militar fechada.
Em abril de 1933, retornou à sua cidade natal, onde durante 1,5 anos trabalhou como contador, secretário do conselho distrital de sindicatos, etc. Em 1934 partiu para a região de Moscou, para estudar na faculdade de trabalho da indústria de energia. na aldeia de Kudinovo, depois do qual estudou no Instituto de Engenharia Civil VVKuibyshev de Moscou. Depois da escola, trabalhou como contador e secretário do conselho distrital de sindicatos.

## Carreira militar
Ogarkov ingressou no Exército Vermelho em 1938 e se formou na Escola de Fuzis e Metralhadoras de Astrakhan. Em 1941, formou-se na Academia Militar de Engenharia "Kuibyshev" e foi agraciado com o posto de Engenheiro Militar de 3º Posto.

### Segunda Guerra Mundial

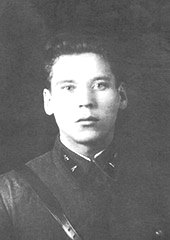
Ogarkov no Exército Vermelho, década de 1940.

Após o início da Operação Barbarossa em 1941, Ogarkov foi destacado para a construção de uma área fortificada perto da região de Łomża como engenheiro regimental no 1º Regimento de Infantaria da 17ª Divisão de Infantaria da Frente Ocidental.
De outubro de 1941 a fevereiro de 1942, serviu como Engenheiro Sênior de Fortificação do 2º Departamento no departamento de engenharia da Frente da Carélia e, de fevereiro de 1942, serviu como Engenheiro Regimental de um Regimento de Fuzileiros na 289ª Divisão de Fuzileiros.
Em junho de 1942, Ogarkov serviu como Engenheiro de Brigada das 61ª Brigada de Fuzileiros Navais e a partir de dezembro de 1942, serviu como assistente do chefe do Estado-Maior das Tropas de Engenharia do 32º Exército. Em agosto de 1943, serviu como assistente do chefe do Departamento Operacional do Quartel-General das Tropas de Engenharia da Frente da Carélia. A partir de maio de 1944, foi nomeado Engenheiro de Divisão da 122ª Divisão de Fuzileiros em Karelsky. Em novembro de 1943, Ogarkov foi designado para a 2ª Frente Ucraniana e a 3ª Frente Ucraniana. Durante a Segunda Guerra Mundial, participou na defesa da Carélia, e nas ofensivas de Vyborg-Petrozavodsk, Petsamo-Kirkenes, Budapeste e Viena. Em outubro de 1944, foi agraciado com a Ordem da Guerra Patriótica, 2º grau.
Em 11 de abril de 1945, durante uma batalha, enquanto liderava unidades de sapadores na Hungria, Ogarkov foi gravemente ferido e encontrou o fim da guerra no hospital. Em julho, ele retornou à sua divisão, mas três meses depois, em conexão com sua dissolução, o tenente-coronel Ogarkov foi nomeado chefe adjunto do Estado-Maior das Tropas de Engenharia do 27º Exército do Distrito Militar dos Cárpatos. No mesmo ano, ingressou no Partido Comunista da União Soviética.

### Pós-guerra

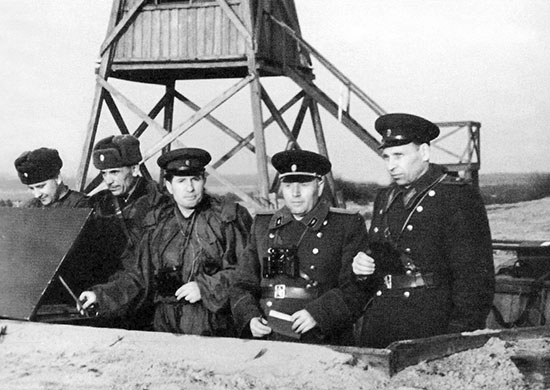
Ogarkov (à direita) junto com outros oficiais soviéticos do Grupo de Forças Soviéticas na Alemanha, em 1961.

Em 1947, ele terminou os estudos novamente na Academia Militar Kuibyshev para Tropas de Engenheiros e em 1959 na Academia Militar do Estado-Maior General. De 1945 a 1946, Ogarkov foi assistente e assistente sênior do chefe do Estado-Maior das Tropas de Engenharia do Distrito Militar dos Cárpatos. De 1947 a 1948, atuou como vice-chefe da Diretoria de Engenharia do Estado-Maior do Comandante-em-Chefe do Distrito Militar de Primorsky. Lá, após um excelente desempenho em diversas missões, atraiu a atenção do comandante distrital Rodion Malinovsky, quem contribuiu para o sucesso da sua ascensão na carreira.

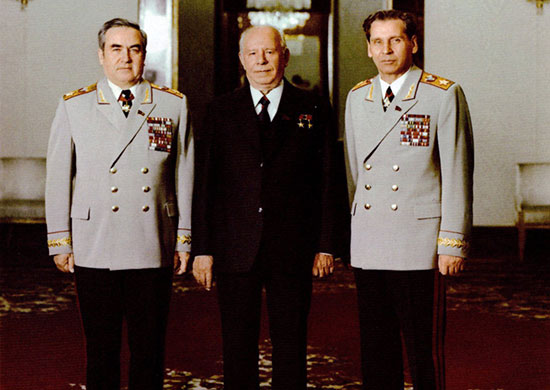
Ogarkov (à direita) e Viktor Kulikov (à esquerda), após a apresentação da estrela do marechal aos dois em 1977.

Em setembro de 1948, foi nomeado oficial superior do departamento e, em janeiro de 1949, chefe de departamento de uma diretoria do Estado-Maior do Comandante-em-Chefe do Extremo Oriente. De 1949 a 1953 foi então chefe do departamento de gestão operacional e em 4 de setembro de 1950 foi promovido a coronel. A partir de 1953 foi vice-chefe e, finalmente, a partir de 1955, chefe desta direção e vice-chefe do Estado-Maior do Distrito Militar do Extremo Oriente. Em 11 de julho de 1957 foi nomeado major-general. No mesmo ano, foi enviado para estudar na Academia Militar do Estado-Maior Geral das Forças Armadas da URSS. Depois de se formar na academia em 1959, Ogarkov comandou a 20ª Divisão de Fuzileiros Motorizados de Guardas do Grupo das Forças Soviéticas na Alemanha, na cidade de Grimma, na Alemanha Oriental, de 1959 a 1961. Em dezembro de 1961, foi nomeado chefe do Estado-Maior e vice-comandante do Distrito Militar Bielorrusso.
Em dezembro de 1965, foi nomeado comandante do Distrito Militar do Volga e, em abril de 1968, foi nomeado primeiro Vice-Chefe do Estado-Maior General das Forças Armadas da URSS. Ogarkov foi candidato a membro do Comitê Central do PCUS de 1966 a 1971 e membro do Comitê Central do PCUS de 1971 a 1991. Serviu como deputado do Conselho de Nacionalidades do Soviete Supremo da URSS da 7ª à 11ª convocações de 1966 a 1989, da RSS da Lituânia. De março de 1974 a janeiro de 1977, Ogarkov foi Vice-Ministro da Defesa da URSS, presidente da Comissão Técnica do Estado da URSS e membro do Colégio do Ministério da Defesa da URSS.
Em 8 de janeiro de 1977, o General Ogarkov foi nomeado Chefe do Estado-Maior General das Forças Armadas da URSS e primeiro Vice-Ministro da Defesa da URSS. Em 14 de janeiro de 1977, foi agraciado com o posto de Marechal da União Soviética. Na década de 1970, desempenhou um papel importante na preparação de Conversações Estratégicas sobre Limitação de Armas, no desenvolvimento de fórmulas aceitáveis para ambos os lados. Em 28 de outubro de 1977, foi elevado ao título de Herói da União Soviética.
Ogarkov era conhecido como um oponente ativo da invasão soviética do Afeganistão em 1979, pela qual teve disputas acaloradas com um membro do Politburo do Comitê Central do PCUS e ministro da Defesa, Dmitry Ustinov. Como chefe do Estado-Maior Geral das Forças Armadas da URSS, Ogarkov não teve medo de discutir com Ustinov sobre uma série de outras questões, como o desenvolvimento militar e de armas.

#### O abate do voo 007
Em 1º de setembro de 1983, durante a rota de Nova York para Seul, com escala em Anchorage, no Alasca, o voo 007 da Korean Air Lines, um Boeing 747-230B transportando 246 passageiros e 23 tripulantes foi abatido sobre a Ilha Moneron pela Força Aérea Soviética, depois que o avião se desviou de sua rota original planejada e voou através do espaço aéreo proibido soviético, matando todos a bordo. Ogarkov apareceu na televisão e na entrevista coletiva como porta-voz militar soviético sobre o incidente, onde defendeu o abate do avião e disse que a decisão de abater o avião "não foi um acidente ou um erro" e foi tomada por um comandante local, depois que se presumiu que o avião era uma aeronave de reconhecimento em missão de espionagem.

### A revolução dos assuntos militares

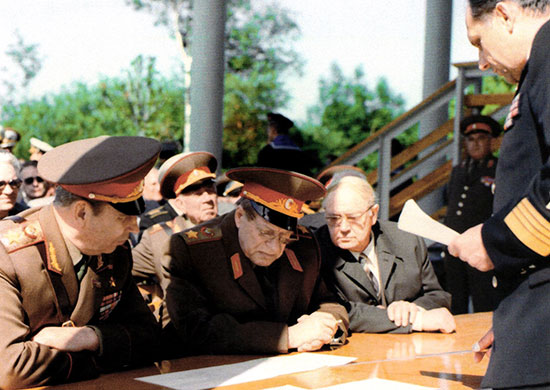
Ogarkov (à esquerda) com o Ministro da Defesa Dmitry Ustinov (centro), durante o Exercício Zapad-81 de 1981.

Ogarkov foi um forte defensor da reconstrução da enorme e pesada máquina militar soviética numa força de ataque menor e mais compacta, baseada em tecnologia avançada. Numa conversa franca com um jornalista americano em 1982, ele admitiu que:

"A tecnologia soviética está uma ou duas gerações atrás da América. No seu país, até as crianças pequenas brincam com computadores. Nem sequer os temos em todos os escritórios do Ministério da Defesa. E por razões que você bem conhece, não podemos facilmente disponibilizar computadores em nossa sociedade. As reformas económicas são extremamente necessárias, mas muito provavelmente também implicarão reformas políticas."
Esta abertura contrastava fortemente com a retórica antiamericana que ele exibiu durante o rescaldo do abate do KAL-007. Além da crença de Ogarkov de que mudanças fundamentais precisavam ser feitas no status quo socioeconômico soviético, ele também entrou em conflito com oficiais do exército que acreditavam em um estilo de guerra mais tradicional da Segunda Guerra Mundial. Num artigo de 1984 no jornal do exército Krasnaya Zvezda, Ogarkov delineou a sua visão para a modernização das forças armadas soviéticas.
Durante os anos de liderança do Estado-Maior soviético, Ogarkov preparou e conduziu vários dos maiores exercícios e manobras estratégico-operacionais da história das Forças Armadas Soviéticas em todas as principais direções estratégicas e com o uso de todas as ramificações das Forças Armadas Soviéticas., órgãos científicos militares e industriais militares. O maior deles foi o exercício operacional-estratégico, de codinome Exercício Zapad-81, realizado em setembro de 1981. Em termos de escala, é comparável apenas às grandes operações durante a Segunda Guerra Mundial. Foi o primeiro a testar um sistema de controle industrial e alguns tipos de munições guiadas de precisão. Ogarkov prestou muita atenção ao desenvolvimento da teoria de controle das Forças Estratégicas de Mísseis e da defesa antimísseis; na verdade, ele criou um centro de pesquisa operacional-estratégica no Estado-Maior.
O ex-secretário do Conselho de Segurança da Rússia, Andrey A. Kokoshin, lembrou que Ogarkov foi um dos pioneiros na consideração das questões da revolução moderna nos assuntos militares.

### Expulsão de Ogarkov

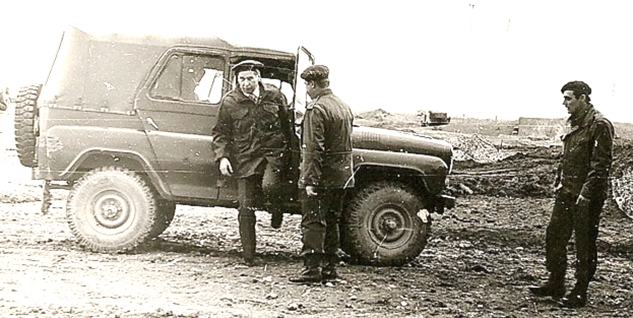
Ogarkov visitando tropas soviéticas estacionadas na Síria.

Ogarkov foi demitido pelo Politburo em 6 de setembro de 1984, tanto na qualidade de Chefe do Estado-Maior Geral quanto de Primeiro Vice-Ministro da Defesa, e foi substituído por Sergey Akhromeyev.
O analista político Ilya Zemtsov argumentou que a destituição de Ogarkov foi o resultado das ambições fracassadas de Grigory Romanov de suceder Konstantin Chernenko como secretário-geral. De acordo com Zemtsov, Romanov tinha tentado forçar uma crise de sucessão em que o seu controlo das forças armadas, através das suas boas relações com Ogarkov, teria inclinado a seu favor uma divisão dentro do Politburo. Além disso, o Politburo estava preocupado com a rápida ascensão de Ogarkov: Ogarkov já tinha enfraquecido o poder da Administração Política Principal, a organização encarregada de manter os militares sob controlo do partido, e tinha obtido acesso ao Conselho de Defesa, embora não como membro votante. Romanov, que se preparava para uma missão diplomática, não conseguiu proteger Ogarkov de ser demitido de seus cargos por "tendências antipartidárias".
Raymond L. Garthoff escreveu que embora "as razões para a remoção abrupta de Ogarkov não sejam conhecidas, há poucas dúvidas de que se tratavam de questões de alocação de defesa". Ao contrário de Zemtsov, Garthoff argumentou que "não há indicação de que Ogarkov estivesse envolvido em lutas políticas internas entre facções". Ogarkov logo depois foi nomeado comandante de um recém-criado comando do teatro de guerra ocidental.

### Carreira pós-demissão
De agosto de 1988 a janeiro de 1992, atuou como inspetor-geral do Grupo de Inspetores-Gerais do Ministério da Defesa. Ao mesmo tempo, de 1990 a agosto de 1991, chefiou o Conselho Sindical de Veteranos de Guerra, Trabalho, Forças Armadas e Agências de Aplicação da Lei.
Após a dissolução da União Soviética, em janeiro de 1992, foi nomeado conselheiro do recém-formado Ministério da Defesa da Federação Russa e, ao mesmo tempo, conselheiro do Chefe do Estado-Maior Geral das Forças Armadas Conjuntas da Comunidade dos Estados Independentes. Como conselheiro do Ministério da Defesa, Ogarkov comunicou-se principalmente com o Primeiro Vice-Ministro da Defesa da Federação Russa Andrey A. Kokoshin e os chefes do Estado-Maior Geral das Forças Armadas da Federação Russa, Generais do Exército Viktor Dubynin e Mikhail Kolesnikov. Kokoshin observou que as consultas com Ogarkov foram muito importantes para a elaboração de decisões ideais sobre o primeiro programa estatal de armas da Federação Russa.

## Vida pessoal e morte
Ogarkov foi casado com Raisa Georgievna Ogarkova (1920–2004), com quem teve vários filhos e netos.
Ogarkov morreu em 23 de janeiro de 1994, em Moscou, após uma longa doença. Ele foi enterrado com todas as honras militares no Cemitério Novodevichy.

## Condecorações

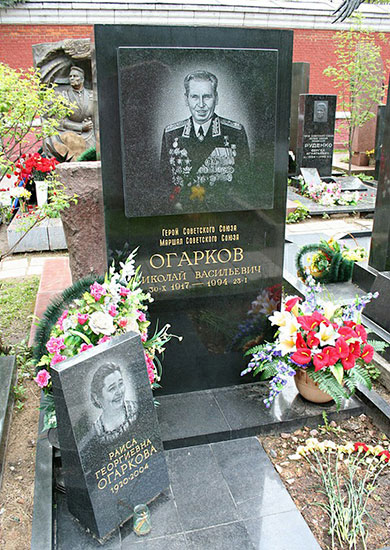
O túmulo de Ogarkov no Cemitério Novodevichy.

O Marechal Nikolai Ogarkov recebeu diversas condecorações da União Soviética e da Federação Russa, além de honrarias de outros países do bloco comunista.

### URSS
|  | Herói da União Soviética (28 de outubro de 1977)                                                      |
|  | Duas Ordens de Lenin (28 de outubro de 1977, 28 de abril de 1980)                                     |
|  | Ordem da Revolução de Outubro (29 de outubro de 1987)                                                 |
|  | Ordem do Estandarte Vermelho (21 de fevereiro de 1969)                                                |
|  | Ordem de Suvorov, 1ª classe (4 de novembro de 1981)                                                   |
|  | Medalha "por mérito de batalha"                                                                       |
|  | Duas Ordens da Guerra Patriótica, 1ª classe (23 de junho de 1945, 6 de abril de 1985)                 |
|  | Ordem da Guerra Patriótica, 2ª classe (22 de outubro de 1944)                                         |
|  | Duas Ordens da Estrela Vermelha (5 de novembro de 1954, 28 de outubro de 1967)                        |
|  | Ordem de Serviço à Pátria nas Forças Armadas da URSS, 3ª classe (30 de abril de 1975)                 |
|  | Medalha "Pela Defesa da Transártica Soviética" (1944)                                                 |
|  | Medalha "Pela Captura de Budapeste" (1945)                                                            |
|  | Medalha "Pela vitória sobre a Alemanha na Grande Guerra Patriótica 1941-1945" (1945)                  |
|  | Medalha Jubileu "Vinte Anos de Vitória na Grande Guerra Patriótica 1941-1945" (1965)                  |
|  | Medalha Jubileu "Trinta Anos de Vitória na Grande Guerra Patriótica 1941-1945" (1975)                 |
|  | Medalha Jubileu "Quarenta Anos de Vitória na Grande Guerra Patriótica 1941-1945" (1985)               |
|  | Medalha do Jubileu "Em Comemoração do 100º Aniversário do Nascimento de Vladimir Ilyich Lenin" (1969) |
|  | Medalha do Jubileu "30 Anos do Exército e da Marinha Soviéticos" (1948)                               |
|  | Medalha do Jubileu "40 Anos das Forças Armadas da URSS" (1958)                                        |
|  | Medalha do Jubileu "50 Anos das Forças Armadas da URSS" (1968)                                        |
|  | Medalha do Jubileu "60 Anos das Forças Armadas da URSS" (1978)                                        |
|  | Medalha do Jubileu "70 Anos das Forças Armadas da URSS" (1988)                                        |
|  | Medalha "Veterano das Forças Armadas da URSS" (1976)                                                  |
|  | Medalha "Pelo Desenvolvimento de Terras Virgens" (1956)                                               |
|  | Medalha “Pelo Fortalecimento da Irmandade de Armas”                                                   |
|  | Medalha "Pelo Serviço Impecável", 1ª classe                                                           |

#### Civil
- Prêmio Lênin (1981)

### Estrangeiras
|  | Ordem da República Popular da Bulgária, 1ª classe (Bulgária)                        |
|  | Ordem do Mérito Militar (Bulgária)                                                  |
|  | Medalha da Amizade Sino-Soviética (China)                                           |
|  | Ordem da Bandeira Vermelha (Tchecoslováquia)                                        |
|  | Medalha de Mérito Militar (Tchecoslováquia)                                         |
|  | Medalha “Pelo Fortalecimento da Amizade de Armas”, Classe dourada (Tchecoslováquia) |
|  | Ordem de Scharnhorst (Alemanha Oriental)                                            |
|  | Ordem da Bandeira da República da Hungria, 1ª e 3ª classes (Hungria)                |
|  | Ordem de Sukhbaatar (Mongólia)                                                      |
|  | Ordem da Bandeira Vermelha (Mongólia)                                               |
|  | Medalha "30 Anos da Vitória em Khalkhin-Gol" (Mongólia)                             |
|  | Medalha pela Libertação da Coreia (Coreia do Norte)                                 |
|  | Ordem da Polonia Restituta, 3ª classe (Polônia)                                     |
|  | Medalha da Irmandade de Armas (Polônia)                                             |
|  | Ordem de Tudor Vladimirescu, 1ª classe (Romênia)                                    |
|  | Ordem de Exploração Militar, 1ª classe (Vietnã)                                     |

## Legado
Em 2003, foi inaugurado um museu regional em Molokovo. O museu leva o nome de Ogarkov e apresenta exposições sobre sua vida. Uma placa memorial em sua homenagem foi inaugurada na parede da casa em Sivtsev Vrazhek Lane, em Moscou, onde Ogarkov viveu de 1976 a 1994. Em fevereiro de 2018, uma das salas de controle do Centro de Gestão da Defesa Nacional da Federação Russa também recebeu seu nome. 

## Na cultura popular
Ao estabelecer uma das ideias animadoras de seu romance, Breakpoint, Richard Clarke inclui uma discussão sobre a vantagem tecnológica na revolução dos assuntos militares usando o precedente do fim da Guerra Fria. Ele caracteriza Ogarkov como o primeiro líder militar soviético que "percebeu que a lacuna [em tecnologia] havia se tornado tão grande que os soviéticos não tinham condições de alcançá-la. Então eles desistiram...".